# Gregorius van Brugge
Gregorius van Brugge fou un músic neerlandès del segle xviii que adquirí gran anomenada com a autor de cançons, moltes de les quals arribaren a fer-se populars en el seu temps. D'aquestes se'n publicaren diverses col·leccions, que incloïen no tan sols melodies per a cant, sinó romances sense paraules per a clavicèmbal, violí i altres instruments.